# 야드비가 바란스카
야드비가 바란스카(폴란드어: Jadwiga Barańska, 1935년 10월 21일~2024년 10월 24일)는 폴란드의 배우, 영화 각본가이다.

## 출연 작품
- 쇼팽 : 디자이어 포 러브(2002)